# Зигановка
Зигановка (Вак-Карагай-Карши, грот Зигановский) — пещера, памятник природы в Ишимбайском районе Башкортостана между урочищем Киндерли и рекой Бриш, в долине русла пересыхающей речки Конгуба. Имеются ископаемые остатки фауны (пресмыкающихся) позднего голоцена.

## Особенности
Вход в пещеру расположен на дне провала под известняковым обрывом. Два метра в высоту и пять метров в ширину — это размеры входного отверстия карстовой пещеры. Внутри пустоты имеется пространство — зал, 70 на 40 метров. Постепенно пол зала идёт к верху и переходит в меньший по размеру зал, который уходит в горизонтальный тоннель.
Расположено 4,7 км к юговостоку от села Гумерово. Точное расположение: на правом склоне долины р. Зиган, в 1 км выше устья ручья Конгуба.
Объявлена памятником природы вместе с прилегающей территорией. Пещера уникальна тем, что она относится к «холодным», в ней долго сохраняются снежники и ледяные сталагмиты. Ее окружают сосновые и смешанные широколиственные леса (липа, осина, клен, дуб и др.). На стенках карстового провала встречаются редкие папоротники и реликтовое растение – постенница мелкоцветная.
Место туризма. Неподалёку расположены Салаватская пещера и водопад Кук-Караук. От горы Бужа-Тау идёт туристическая пешеходная тропа.